# Álex Cevallos
Alex Bolivar Cevallos (Milagro, 3 augustus 1967 is een voormalig profvoetballer uit Ecuador, die als doelman speelde. Zijn jongere broer José was eveneens actief als keeper in het Ecuadoraanse profvoetbal. Hij beëindigde zijn loopbaan in 2003.

## Clubcarrière
Cevallos begon zijn profcarrière in 1985 bij Club 9 de Octubre in Ecuador. Daarna speelde hij voor achtereenvolgens Club Deportivo Filanbanco (1986-1993), Club Sport Emelec (1993-1998), Audaz Octubrino (1999), Club Sport Emelec (2000), Club Deportivo El Nacional (2001-2002) en Deportivo Cuenca (2003). 

## Interlandcarrière
Cevallos speelde in totaal vier interlands voor Ecuador in de periode 1988-1996. Hij maakte zijn debuut op 7 september 1988 in de vriendschappelijke wedstrijd in Guayaquil tegen Paraguay (1-5). Hij maakte deel uit van de nationale selectie die deelnam aan de strijd om de Copa América 1997, maar kwam niet in actie bij het toernooi in Bolivia.

## Erelijst
Club Sport Emelec
- Campeonato Ecuatoriano

1993, 1994